# Tanaro
El Tanaro és un riu del nord-oest d'Itàlia, afluent del riu Po. Neix als Alps Lígurs, prop de la frontera francesa, i és l'afluent més important del marge dret del Po en termes de llargària (276 km) i de mida de la conca de drenatge (8324 km²), que és parcialment alpina i també parcialment recull les aigües que venen dels Apenins.
El seu nom antic era Tanarus, un nom molt poc mencionat pels autors llatins, excepte per Plini el Vell, tot i la seva importància.

## Afluents
Els principals són el Stura di Demonte per l'esquerra i el Bormida i Belbo per la dreta.

## Curs
Passa per les poblacions de Ceva, Alba, Asti i Alessandria, abans de confluir amb el Po a prop de Bassignana.

## Cabal
Amb grans variacions estacionals, el règim del riu és més típic dels Apenins que no pas dels Alps.